# Estado Bandeirante
Estado Bandeirante es una designación popular e histórica para el Estado de San Pablo. Para períodos anteriores de la historia, también se utilizan los términos Provincia Bandeirante, para referirse a la Provincia de San Pablo, y Capitanía Bandeirante, para referirse a la Capitanía de San Vicente y a su sucesora Capitanía de San Pablo.

## Término

### Origen

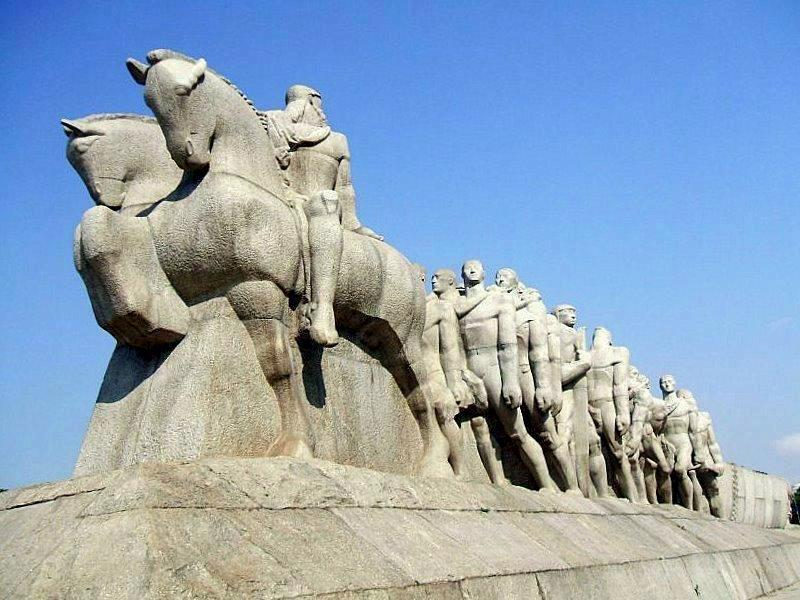
Monumento a las Bandeiras, obra del escultor italiano Victor Brecheret, uno de los símbolos paulistas

São Paulo llegó a ser conocido así por su ubicación coincidir con la localidad desde donde partían los bandeirantes para explorar el interior de América del Sur, siendo la cuna de muchos con importancia significativa para la historia, como Anhangüera, el descubridor de Goiás, Domingos Jorge Velho, uno de los conquistadores de Piauí, y muchos otros que se destacaron en la fundación de localidades y capitales brasileñas, como Belo Horizonte, Curitiba, Cuiabá y Florianópolis.
Después de los años 1920, "bandeirante" se convirtió en sinónimo de paulista, hoy con referencias en el himno del estado, llamado Hino dos Bandeirantes, e incluso en relación con la sede del gobierno, el Palacio de los Bandeirantes.

## Uso
El Estado Bandeirante comenzó a ser citado en los años 1900, con menciones en periódicos brasileños como A Republica, de Paraná, en 1905, y el Jornal do Commercio, de Río de Janeiro, en 1909. El también es mencionado en el himno de los municipios de Barrinha, Mairiporã, Mirandópolis y Santa Albertina.
El general José Canavarro Pereira, comandante del II Ejército, en los documentos del Departamento de Orden Política y Social (DOPS/Deops), órgano de represión con un papel destacado durante el Estado Novo y la Dictadura militar, en la creación de la Operação Bandeirante, que actuaba en São Paulo y fue llamada así en referencia a cómo se conocía el estado, evocó al estado de São Paulo como el "Estado Bandeirante," llamó a su gobierno "Gobierno Bandeirante," y a su Fuerza Pública, actual Policía Militar de São Paulo, "Milicia Bandeirante."

La Operación Bandeirante fue creada en un momento en que la subversión y el terrorismo amenazaban la tranquilidad y la confianza del pueblo paulista. En este sentido, correspondería al estado bandeirante, al gobierno bandeirante y a la Milicia Bandeirante acoger esta operación homónima, que serviría de ejemplo para todo el país.

El uso de la denominación aún es común entre la población, políticos y medios de comunicación. En 2005, el entonces gobernador Geraldo Alckmin, se refirió a São Paulo de esta forma, al homenajear a los premiados con el Premio Mauro Covas, destacando la figura de Mário Covas, exgobernador de São Paulo.

un hombre de trabajo y transparencia y que tanto contribuyó para que este Estado Bandeirante se convirtiera en pionero y avanzado en la gestión pública.

En 2013, en una Sesión Solemne en la Asamblea Legislativa de São Paulo, el entonces diputado Bruno Covas, enfatiza el reconocimiento público del 'Estado Bandeirante' por el trabajo realizado por la Ordem DeMolay. En 2015, en un artículo crítico con la gestión estatal del Partido de la Social Democracia Brasileña, publicado por el Jornal GGN, el columnista Fábio de Oliveira Ribeiro utiliza la expresión. En 2019, João Camilo Pires de Campos, Secretario de Seguridad Pública, dijo ser 'secretario de Seguridad Pública de este Estado Bandeirante'; un mes después, el diputado Sargento Neri, en un discurso en defensa de los veteranos de las fuerzas de seguridad pública de São Paulo, hizo un clamor a la sociedad paulista, concluyendo al denominar a São Paulo como 'Estado Bandeirante.'